# Холод (альбом)
Холод — первый студийный альбом латвийского русскоязычного рэп-исполнителя Johnyboy, выпущенный в 2011 году. Работа над альбомом была начата ещё в 2010 году, и изначально релиз был назначен на осень того же года.

## История создания
После победы в интернет-баттле "InDaBattle 2" в 2010 году, количество слушателей Дениса пополняется. После этого он начинает работать над своим первым студийным альбомом. В феврале 2011 года состоялась премьера первого сингла с предстоящего альбома "Не просите извинений". 28 февраля на данную композицию вышел клип. 1 июня вышел второй сингл с альбома "Не доверяю". 28 июня Денис Василенко опубликовал треклист своего предстоящего альбома "Холод".
Премьера альбома состоялась 1 июля 2011 года. В альбом вошло 22 трека, включая 18 композиций и 4 скита. После выпуска альбома, 21 июля состоялась премьера клипа на песню "Щепки". В том же году, 1 ноября того же года выходит клип «Моя комната пуста». 1 февраля 2012 года вышел клип на песню «Нерождённый».

## Список композиций
| №                   | Название                              | Музыка              | Длительность |
| ------------------- | ------------------------------------- | ------------------- | ------------ |
| 1.                  | «Слово мне»                           | Efreet              | 2:17         |
| 2.                  | «Ходячая катастрофа»                  | Paulbeatz           | 4:07         |
| 3.                  | «Не просите извинений»                | Engo                | 3:57         |
| 4.                  | «Отцы и дети (скит)»                  |                     | 1:40         |
| 5.                  | «Счастье в бутылке»                   | Efreet              | 5:27         |
| 6.                  | «Влечение»                            | SharpBeatz          | 3:52         |
| 7.                  | «Тот самый день (feat. Eric Vice)»    | Eric Vice           | 4:07         |
| 8.                  | «Сердцеед»                            | DJ Kapusta          | 3:54         |
| 9.                  | «Хотел бы я быть им (скит)»           |                     | 1:01         |
| 10.                 | «Ненавижу, но люблю (feat. Elvira T)» | Efreet              | 4:21         |
| 11.                 | «Наша гонка»                          | DJEDz               | 4:31         |
| 12.                 | «Значит всё пиздато (feat. Sifo)»     | DJEDz               | 3:20         |
| 13.                 | «Когда я один (скит)»                 |                     | 1:11         |
| 14.                 | «На шипах»                            | Efreet              | 5:02         |
| 15.                 | «Планеты тоже плачут»                 | Cr1mer              | 3:46         |
| 16.                 | «Под лидокаином»                      | Paulbeatz           | 5:32         |
| 17.                 | «Щепки»                               | DJEDz               | 4:13         |
| 18.                 | «Не доверяю»                          | Efreet              | 3:31         |
| 19.                 | «Нерождённый»                         | Efreet              | 4:54         |
| 20.                 | «Метр за метром»                      | DJEDz               | 4:37         |
| 21.                 | «Тимка (скит)»                        |                     | 1:55         |
| 22.                 | «Моя комната пуста»                   | Efreet              | 2:54         |
| Общая длительность: | Общая длительность:                   | Общая длительность: | 1:20:15      |

## Видео
| Дата выхода     | Название               | Режиссёр       | Ссылка |
| --------------- | ---------------------- | -------------- | ------ |
| 28 февраля 2011 | «Не просите извинений» | Денис Мошканов | [ 3 ]  |
| 21 июля 2011    | «Щепки»                | Денис Мошканов | [ 5 ]  |
| 1 ноября 2011   | «Моя комната пуста»    | Денис Мошканов | [ 6 ]  |
| 1 февраля 2012  | «Нерождённый»          | Денис Мошканов | [ 7 ]  |